# غوس يونغ
غوس يونغ (بالإنجليزية: Gus Young)‏ هو مدافع عن الحقوق المدنية أمريكي، ولد في 10 سبتمبر 1909 في زاكاري في الولايات المتحدة، وتوفي في 19 مارس 1969 في باتون روج في الولايات المتحدة.